# Heliopolis (stadswijk)

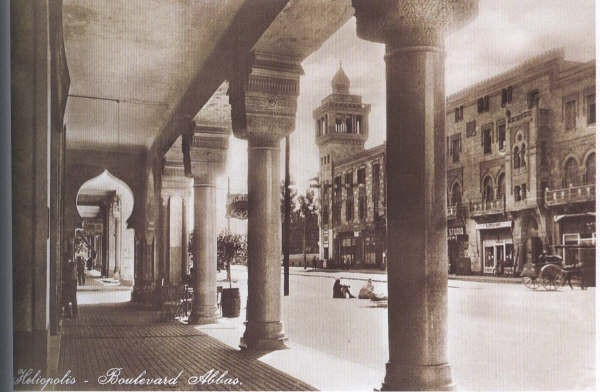
Laan in Heliopolis

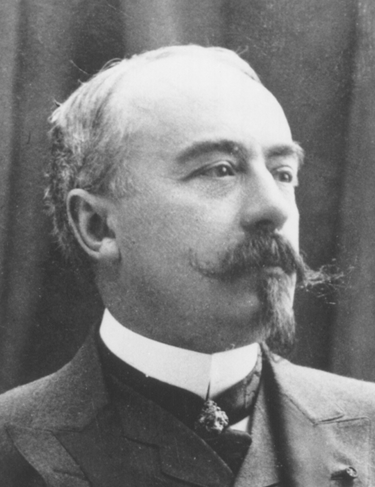
Baron Édouard Empain, 1852-1929, Belgische avontuurlijke industrieel die droomde van een stad in de woestijn

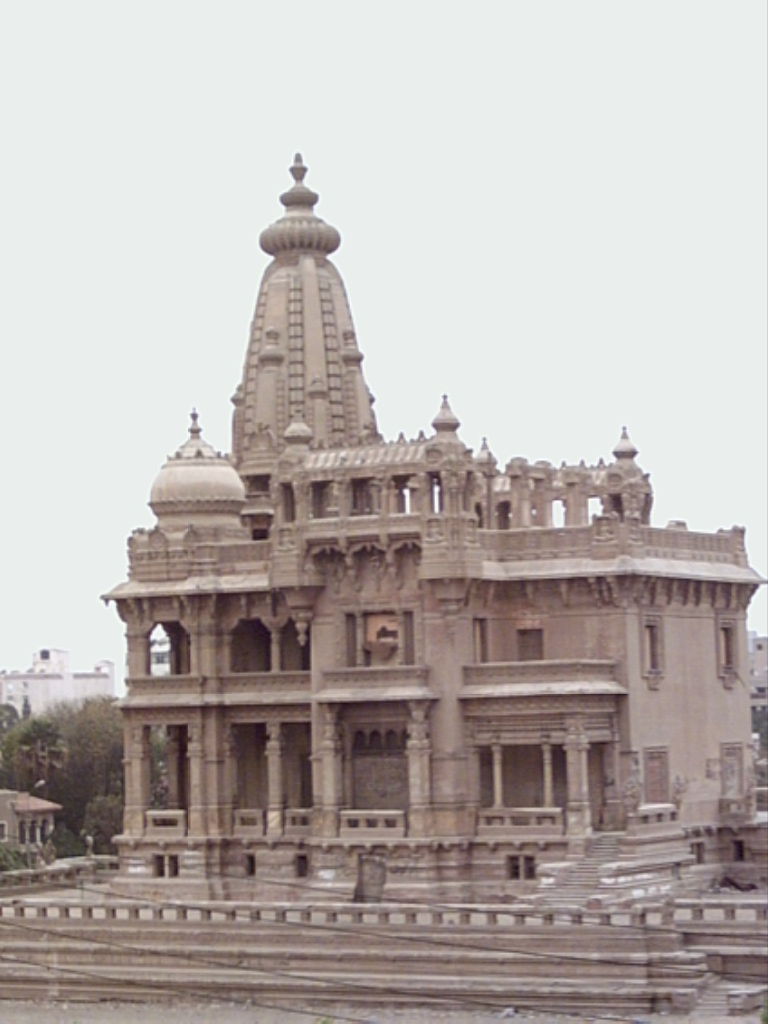
De Hindoevilla, officieel het paleis van Empain of paleis van de baron geheten (Qasr Al-Baron)

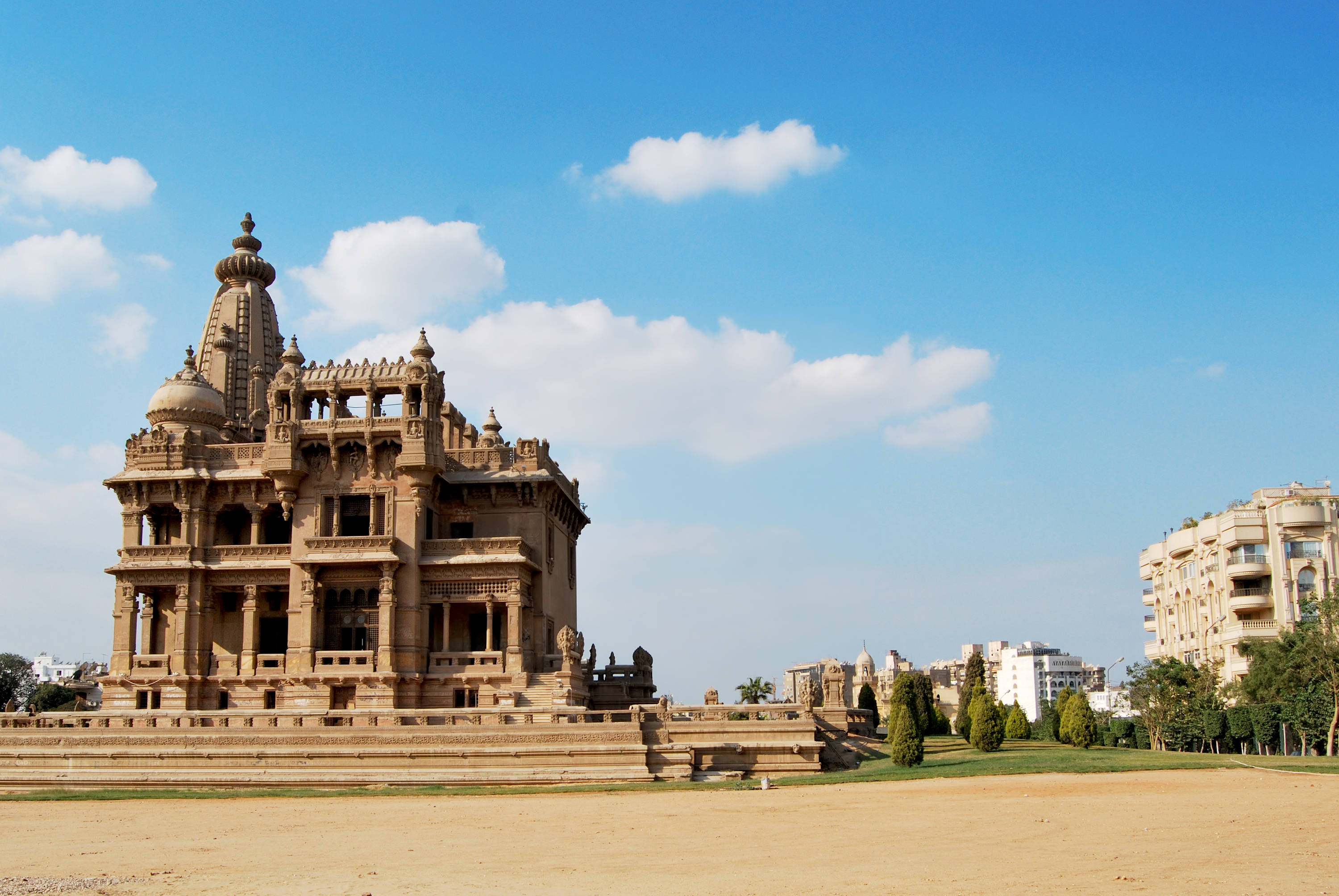
Achterzijde van de Hindoevilla van baron Empain

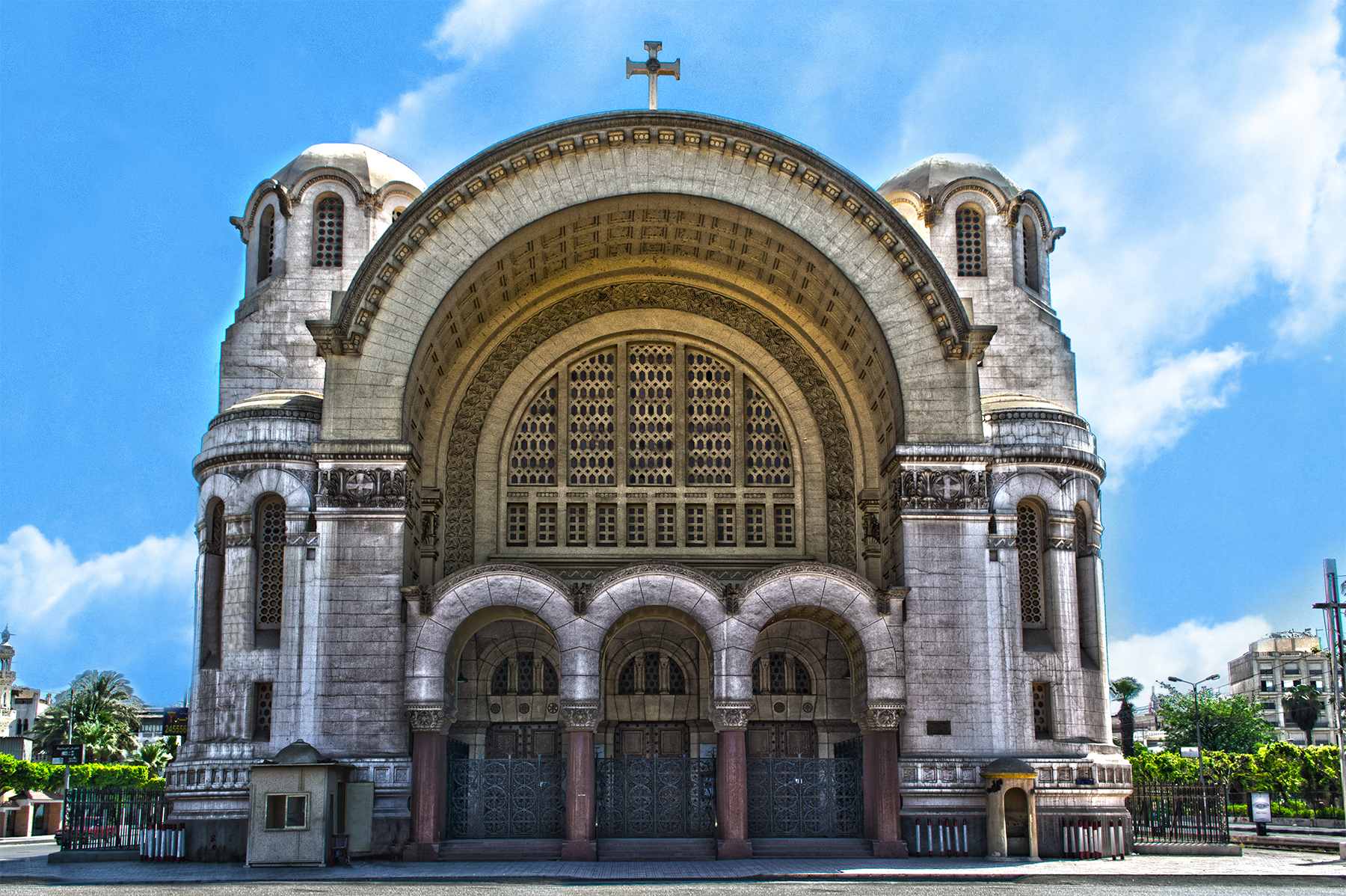
Voorzijde van de Onze-Lieve-Vrouwebasiliek

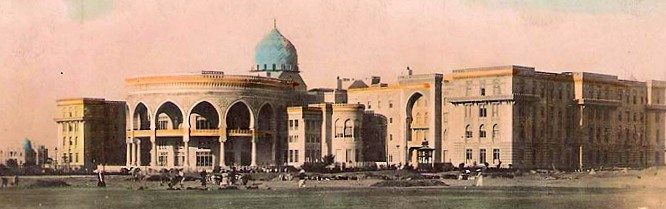
Het presidentieel paleis (voorheen Heliopolis Palace Hotel)

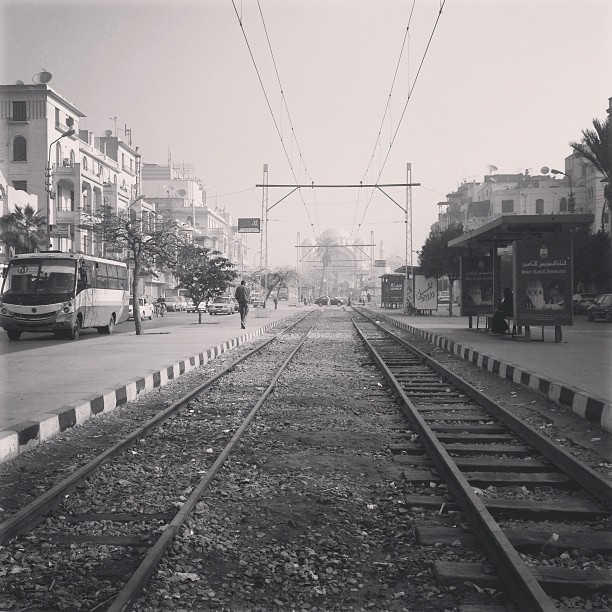
Ahram Street

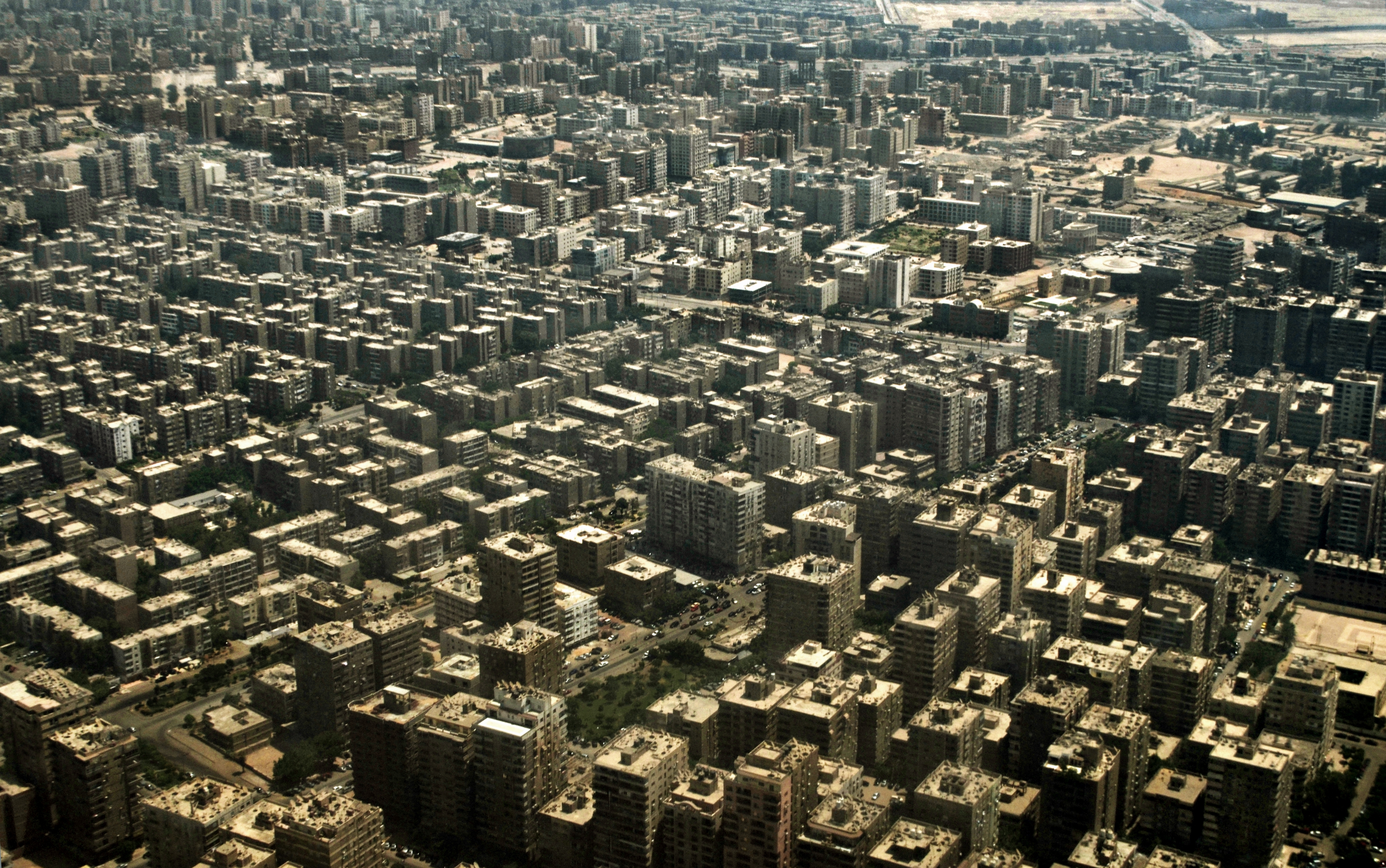
Luchtbeeld van Nasr City in 2013

Heliopolis (in het Arabisch: مصر الجديدة) is een buitenwijk van Caïro, hoofdstad van Egypte. De stad werd begin de 20e eeuw gebouwd onder impuls van de Belgische industrieel Édouard Empain. De stad is een voorbeeld van het Belgische expansiestreven omstreeks de eeuwwisseling en de aspiraties van een invloedrijke en fantasierijke Belgische industrieel. De typische en unieke architectuur in dit stadsdeel bestempelt men als de Heliopolische stijl en komt tot uiting in de talloze gebouwen en paleizen (zoals de Hindoevilla).
De wijk bevindt zich in het noordoosten van de stad, aan de weg El-Orouba, de verbindingsweg naar de internationale luchthaven van Caïro (coördinaten: 30° 5′ 12″ Noord, 31° 19′ 49″ Oost).

## Aanleg

### Een spoorweg in Egypte
Édouard Louis Joseph Empain (geboren in Belœil, Henegouwen in 1852) was deskundige inzake de aanleg van spoorwegen en trams en werd in die optiek gevraagd om een spoorweg tussen Port Said en Matariya aan te leggen (hij stond ook bekend als de drijvende kracht achter de Parijse metro). Hij zocht ingenieur Jean Jadot aan om de spoorwegen aan te leggen. Empain trekt in januari 1904 naar Egypte om zijn plannen uit te werken. Aangezien deze plannen van de Belgische industrieel niet strookten met de Britse belangen in de regio greep hij naast het contract.

### 1905: droom van een zonnestad
Na deze tegenslag blijft Empain echter niet bij de pakken zitten. In plaats van huiswaarts te keren blijft hij in Egypte en raakt gefascineerd door de onmetelijke woestijn. Hij besluit een nieuw ambitieus project uit de grond te stampen. Voor een luttel bedrag koopt hij in 1905 een stuk woestijnland aan met een oppervlakte van 2500 hectare in de oase van Abbasiya. Hij speelt met het idee om een sprookjesachtige en moderne woestijnstad te bouwen, genaamd Heliopolis, letterlijk 'stad van de zon'. Een jaar later wordt de Cairo Electric Railway and Heliopolis Oasis Society opgericht en wordt met de bouw van de stad begonnen op 10 kilometer van de Egyptische hoofdstad.

### De ambitieuze plannen
Heliopolis diende in de eerste plaats een droomstad te worden die klasse en luxe zou uitstralen. De plannen zijn bijgevolg ambitieus te noemen, maar passen bovendien volledig binnen de normen van die tijd. Naast de noodzakelijke voorzieningen als water, afvoer, elektriciteit, riolering et cetera wordt ook werk gemaakt van enorme hotels, een renbaan, een golfbaan, een pretpark, villa's en paleizen met binnentuinen, galerijen en bungalows. Dit alles werd doorkruist met enorme lanen en boulevards. Er werd ook een tramlijn aangelegd van Caïro naar Heliopolis.

### 1909: een fantasie wordt werkelijkheid
In 1909 was Heliopolis zo goed als volledig klaar. Dankzij de expertise van Hennebique was de stad uit gewapend beton opgetrokken. Het succes liet niet op zich wachten. Veel rijke Egyptenaren verhuisden naar deze groene buitenwijk waar zij prachtige villa's betrokken. Het huidige militaire hoofdkwartier was toen de imposante woning van Boghos en Marie Nubar Pasha, die er hadden voor gezorgd dat Empain voor slechts 6000 pond het woestijnland had kunnen aankopen. Rechtover staat de vroegere residentie van sultan Hussein Kamel die over Egypte regeerde tijdens de Eerste Wereldoorlog. Momenteel worden binnen- en buitenlandse gasten van de Egyptische president hier ondergebracht.
Ook nu nog valt Heliopolis te bestempelen als een wijk waar de elite woont. Het heeft echter al veel van zijn pracht ingeboet en vele villa's hebben ondertussen plaats geruimd voor enorme woonblokken. Door de groei van de bevolking en de daarmee gepaard gaande verstedelijking is Heliopolis volledig opgenomen in de miljoenenstad Caïro. De vroegere groene aanblik door de talloze tuinen en parken is verdwenen aangezien bijna alle lege ruimtes werden volgebouwd.
Bovendien was de stadswijk van groot strategisch belang aangezien de residentie van oud president Hosni Mubarak daar gevestigd was. Verder bevindt zich daar ook het presidentieel paleis en het hoofdkwartier van de luchtmacht.

## Stijl
De stijl is een duidelijke mix van typische Oosterse, Moorse, Arabische en Europese stijlkenmerken. Omdat deze specifieke stijl voorkomt in een relatief welomlijnd gebied, namelijk het oosten van Caïro, worden deze als zeer typisch ervaren en vaak onder de noemer Heliopolische stijl gekenmerkt. We kunnen stellen dat het hier om een unieke architecturale en decoratieve stijl gaat.
De grote lanen en paleizen zijn duidelijk geïnspireerd op de boulevards in West-Europese steden. Ook in de architectuur en decoratie zijn duidelijke invloeden terug te vinden die passen binnen de art deco.
De Franse architecten Alexandre Marcel en Georges-Louis Claude stonden samen met de Egyptische architect Habib Ayrout in voor de praktische uitwerking. Het is vooral onder impuls van deze laatste dat de architectuur doorspekt zit met Egyptische (Moorse en Arabische) en oriëntaalse (bijvoorbeeld bij de Hindoevilla) elementen. Veel aandacht gaat uit naar grote terrassen en balkons (veelal ondersteund met zuilen en pilaren), immense tuinen en galerijen met zuilengangen. De voorgevels zijn duidelijk beïnvloed door Arabische stijlelementen.
Een voorbeeld van deze esthetische samenhang van verschillende stijlen is het Heliopolis Palace Hotel, tegenwoordig een presidentieel paleis.

## Gebouwen

### Hindoevilla
Deze villa ligt aan de weg van de nationale luchthaven naar Caïro. Het is ondertussen in een bouwvallige staat, maar toch is het een gebouw dat hoegenaamd niet onopgemerkt blijft. De mysterieuze, ietwat spookachtige sfeer die deze groteske villa uitstraalt laat weinigen koud. Het werd gebouwd tussen 1907 en 1910. De buitenkant is ontworpen door Alexandre Marcel. Decorateur Georges-Louis Claude versierde de binnenkant. De vele oosterse elementen doen denken aan het Cambodjaanse Angkor Wat. Meteen vallen de vele beelden op van olifanten, slangen, draken en afbeeldingen van Shiva en Krishna. Bovendien is het gebouw een baanbrekend voorbeeld van modern gebruik van beton.
Empain woonde zelf een tijdje in de villa, en na hem ook nog familieleden van hem. In 1957 (5 jaar na de revolutie die Nasser aan de macht bracht) werd de villa door zijn erfgenamen verkocht. Sindsdien werd er decennialang weinig aandacht aan besteed, dit verklaart de huidige staat. Het werd de geliefkoosde trekplaats van vandalen en vleermuizen. De toeristen werden geweerd, een bezoek was onmogelijk tenzij men de wachters omkocht.
Sinds 2005 is de locatie in het bezit van de Egyptische overheid. Ondertussen heeft men de tuin onder handen genomen, maar men is nog niet gestart met de renovatie van het gebouw. In de tuinen worden af en toe voorstellingen gegeven. De Egyptische overheid heeft zich voorgenomen om de villa om te bouwen tot een museum.
In 2012 werd een overeenkomst gesloten met de Belgische staat om met vereende krachten het gebouw te restaureren en er een internationaal kunstcentrum van te maken.

### Onze-Lieve-Vrouwebasiliek
De kerk is opgedragen aan Onze-Lieve-Vrouw van Tongre, naar de Belgische basiliek waar Empain misdienaar was. De lichamen van baron Empain (overleden in Sint-Pieters-Woluwe in 1929) en van zijn zoon Jean (overleden in Parijs in 1946) berusten in de crypte van de basiliek in Heliopolis.
In de jaren 1920 was de kerk een kathedraal, en in 1929 werd de kerk co-kathedraal.

### Presidentieel paleis
Een van de monumentale gebouwen voorzien door Empain was het Heliopolis Palace Hotel, gebouwd in de woestijn vanaf 1908 naar plannen van de Belgische architect Ernest Jaspar. Bij de opening in 1910 telde het meer dan 300 suites en 54.000 m² tuinen. Een waar huzarenstukje was de 55 meter hoge balzaal (op dat moment de grootste balzaal ter wereld). De binnenarchitectuur van het overkoepelde gebouw was van Alexandre Marcel en de decoratie van Georges-Louis Claude.
Het hotel werd aangekocht door de Egyptische overheid in 1958 en werd in 1972 de zetel van de efemere Federatie van Arabische Republieken. Sinds de jaren '80 is het een presidentieel paleis.

### Sint-Marcuskerk
De Sint-Marcuskerk is een gebedshuis van de Koptisch-Orthodoxe Kerk, gebouwd in de jaren 1922-1930. De twee torens en het dak zijn bekroond met koepels.

## Politieke en economische achtergrond
De achtergrond van dit 'Egyptisch avontuur' past binnen het voorbijgaande protectionisme van een aantal Europese staten als Frankrijk en Duitsland eind de 19e eeuw. In een protectionistische politiek kreeg de Belgische economie immers klappen te verduren. Een aantal vooruitstrevende industriëlen zoals Empain zouden, gesteund door koning Leopold II, hun kansen op vreemde terreinen wagen. De golf van Belgische expansie die uiteindelijk ook tot Egypte zou reiken is zodoende nauw verbonden met het avontuur in China (met als doel onder andere de aanleg van een spoorlijn tussen Hankow en Peking), grote investeringen in Rusland, Brazilië en de kolonisatie van Congo.
In 1908 investeerden Belgische bedrijven 219 miljoen frank in Egypte. Ter vergelijking: in Rusland investeerde men 441 miljoen, in Congo 322 miljoen, in Argentinië 290 miljoen, in Duitsland 244 miljoen, in Italië, Frankrijk en Brazilië elk om en bij 150 miljoen en in Nederland slechts 70 miljoen. Het relatieve aandeel van Belgische investeringskapitaal in Egypte (waarvan een groot deel in Heliopolis) was dus uitermate groot.